# Кипруто, Консеслус
Консеслус Кипруто (англ. Conseslus Kipruto; род. 8 декабря 1994, Элдорет) — кенийский бегун на средние дистанции, который специализируется в беге на 3000 метров с препятствиями. Олимпийский чемпион 2016 года, двукратный чемпион мира 2017 и 2019 годов, двукратный серебряный призёр чемпионатов мира (2013 и 2015). Чемпион мира среди юношей 2011 года. В 2012 году стал обладателем золотой медали чемпионата мира среди юниоров с результатом — 8.06,10 — это рекорд чемпионатов. Победитель кросса Cross Internacional Juan Muguerza 2013 года. Бронзовый призёр кросса Cross Internacional de Itálica 2013 года.

## Карьера
20 июля 2012 года стал победителем этапа Бриллиантовой лиги IAAF в Монако с результатом — 8.03,49.
Сезон 2013 года начал с победы на Shanghai Golden Grand Prix с личным рекордом 8.01,16. Победитель кросса Cross Internacional Juan Muguerza 2013 года.
В 2016 году в Рио-де-Жанейро выиграл олимпийское золото с новым олимпийским рекордом (8:03,28), опередив американца и француза. Представитель Кении победил на Олимпийских играх на дистанции 3000 метров с препятствиями девятый раз подряд.

### Сезон 2014 года
1 февраля занял последнее (7-е место) на Weltklasse in Karlsruhe с результатом 8.12,19.

### Сезон 2015 года
23 августа занял второе место на Чемпионате мира 2015 с результатом 8.12,38.